# Ordem e Justiça
Ordem e Justiça (em lituano: Tvarka ir teisingumas, TT) é um partido político da Lituânia.
O partido foi fundado em 2002, por Rolandas Paksas, com o nome de Partido Liberal Democrata. Rapidamente, se tornou um partido de sucesso, tendo, mesmo o seu líder, ser eleito Presidente do país em 2003.
O partido, apesar de, ainda hoje se descrever como liberal, segue uma linha nacionalista, conservadora, populista e eurocéptica, situando-se na direita do espectro político.

## Resultados eleitorais

### Eleições legislativas
| Data | Votos   | %          | +/- | Deputados | +/- | Status   |
| ---- | ------- | ---------- | --- | --------- | --- | -------- |
| 2004 | 135 807 | 11,3 (4.º) |     | 10 / 141  |     | Oposição |
| 2008 | 156 777 | 12,7 (3.º) | 1,4 | 15 / 141  | 5   | Oposição |
| 2012 | 100 120 | 7,3 (6.º)  | 5,4 | 11 / 141  | 4   | Governo  |
| 2016 | 67 817  | 5,6 (7.º)  | 1,7 | 8 / 141   | 3   | Oposição |

### Eleições presidenciais
| Data    | Candidato apoiado        | 1ª Volta                 | 1ª Volta                 | 2ª Volta                 | 2ª Volta                 |
| Data    | Candidato apoiado        | Votos                    | %                        | Votos                    | %                        |
| ------- | ------------------------ | ------------------------ | ------------------------ | ------------------------ | ------------------------ |
| 2002/03 | Rolandas Paksas          | 284 559                  | 19,4 (2.º)               | 777 769                  | 54,2 (1.º)               |
| 2004    | Nenhum candidato apoiado | Nenhum candidato apoiado | Nenhum candidato apoiado | Nenhum candidato apoiado | Nenhum candidato apoiado |
| 2009    | Valentinas Mazuronis     | 84 656                   | 6,1 (3.º)                |                          |                          |
| 2014    | Nenhum candidato apoiado | Nenhum candidato apoiado | Nenhum candidato apoiado | Nenhum candidato apoiado | Nenhum candidato apoiado |

### Eleições europeias
| Data | Votos   | %          | +/- | Deputados | +/-     |
| ---- | ------- | ---------- | --- | --------- | ------- |
| 2004 | 82 368  | 6,8 (6.º)  |     | 1 / 13    |         |
| 2009 | 67 237  | 11,9 (3.º) | 5,1 | 2 / 12    | 1       |
| 2014 | 163 049 | 14,3 (4.º) | 2,4 | 2 / 11    | Estável |